# Озерянський храм (Харків)
Свято-Озерянський храм (церква Стрітення Озерянської ікони Божої Матері) — великий православний храм в Харкові на вул. Полтавський Шлях,124.

## Історія

### Будівництво
Каплиця на колишньому кордоні міста (ріг будинку № 118 по вул. Полтавський шлях) була споруджена в 1847 році з ініціативи Харківського архієпископа Інокентія (Борисова). У 1874 році в перебудованій каплиці було встановлено престол, проте регулярні богослужіння в новому храмі (по недільних та святкових днях) стали відбуватися лише з кінця 1880-х років монахами Покровського монастиря.
Будівля місткістю 100—150 осіб була тісною для православного населення Холодної гори, де крім неї до того часу знаходилася лише 1 церква. До того ж побудована вона була недостатньо якісно, довгий час в стінах та склепінні храму існували тріщини. З травня 1889 року храм офіційно став парафіяльним та перейшов до рук церковнопарафіяльного піклування, яке і звернулося у 1890 році до єпархіального архітектора В. Х. Нємкіна з проханням про тимчасове розширення церкви й про складання плану для побудови нової церкви. Після схвалення плану-проекту архієпископом Харківським Амвросієм та вишукуванням необхідних коштів 24 червня 1892 року було здійснено закладку нового храму (на місці хлібного магазину Харківського товариства державних селян). Отримання потрібної кількості грошей передбачалося здійснити через приватні пожертвування. Стараннями священника Максима Пономарьова будівництво Озерянської церкви було закінчено через дев'ять років 23 вересня 1901. Тоді ж навколо неї була зведена кам'яна огорожа із залізними решітками.
За проєктом В. Х. Немкіна побудовано з червоної цегли в еклектичних формах візантійсько-російського стилю. Бічні апсиди у вигляді тригранників злегка виступають з площин північної та південної стін, підкреслюючи напівкруглу апсиду головного вівтаря на честь Озерянської ікони Пресвятої Богородиці. Фасади будівлі насичені архітектурними деталями, запозиченими з давньоруського культового зодчества. Розташована на піднесеному місці, органічно завершуючи силует високого плато Холодної гори, церква завдяки своєму витонченому силуету грала панівну роль в забудові західної частини міста як один з головних елементів панорами району з боку історичного центру міста.
Надалі храм зазнав капітальної перебудови за проєктом нового єпархіального архітектора В. М. Покровського.
На території, пожертвуваної селянами Харківської волості під садибу для храму (який перебував уже за межами міста) ще до 1906 р. існували два дерев'яних будинки, обкладених цеглою. На території храму знаходилася й будівля парафіяльної школи, відкритої 1 вересня 1902, в якій до 1914 р. налічувалося 89 учнів.

### Радянські роки
Після революції націоналізований храм і церковне майно були передані парафіяльній громаді в постійне безоплатне користування за договором, укладеним 20 лютого 1925. Восени 1933 став резиденцією екзарха України митрополита Костянтина, а після його переведення до нової столиці УРСР Києва — кафедральним собором Харківської єпархії. У 1938 році храм було закрито, єпископська кафедра перенесена до Казанської церкви на Лисій горі.
Богослужіння відновилися з 1942 під час німецької влади, під юрисдикцією митрополита УАПЦ Феофіла (Булдовського). За час з 1943 по 1945 рр. Озерянський храм був капітально відремонтований.

### Теперішній час
Після 1991 року в церкві було оновлено іконостас, побудовано капітальну двоповерхову будівлю з недільною школою та іконною лавкою, перероблено огорожу. Ремонтні та відновлювальні роботи в храмі було поновлено 2011 року: почалася реставрація ікон, заміна кіотів. З 2011 по 2018 рік у храмі були замінені панікадила, виконана реставрація розпису всередині храму, було проведено заміну вікон та укладання плитки у дворі, в будівлі недільної школи було виконано капітальний ремонт. З 2013 року велися роботи з доброустрою нижнього храму — приміщення, розташованого під лівим нефом, у якому в радянські часи була котельня. 17 листопада 2018 року нижній храм був урочисто освячений на честь Іоасафа Білгородського.
Настоятель храму з 2011 року — архімандрит Никодим (Силко).

## Галерея

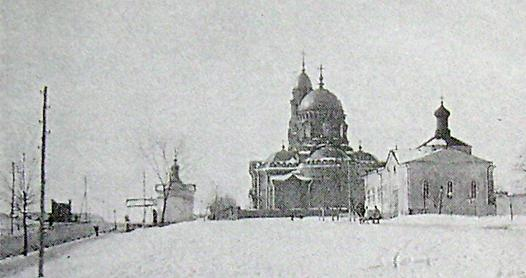
Стара (на передньому плані) і нова Озерянська церква з каплицею. 1900-ті рр.
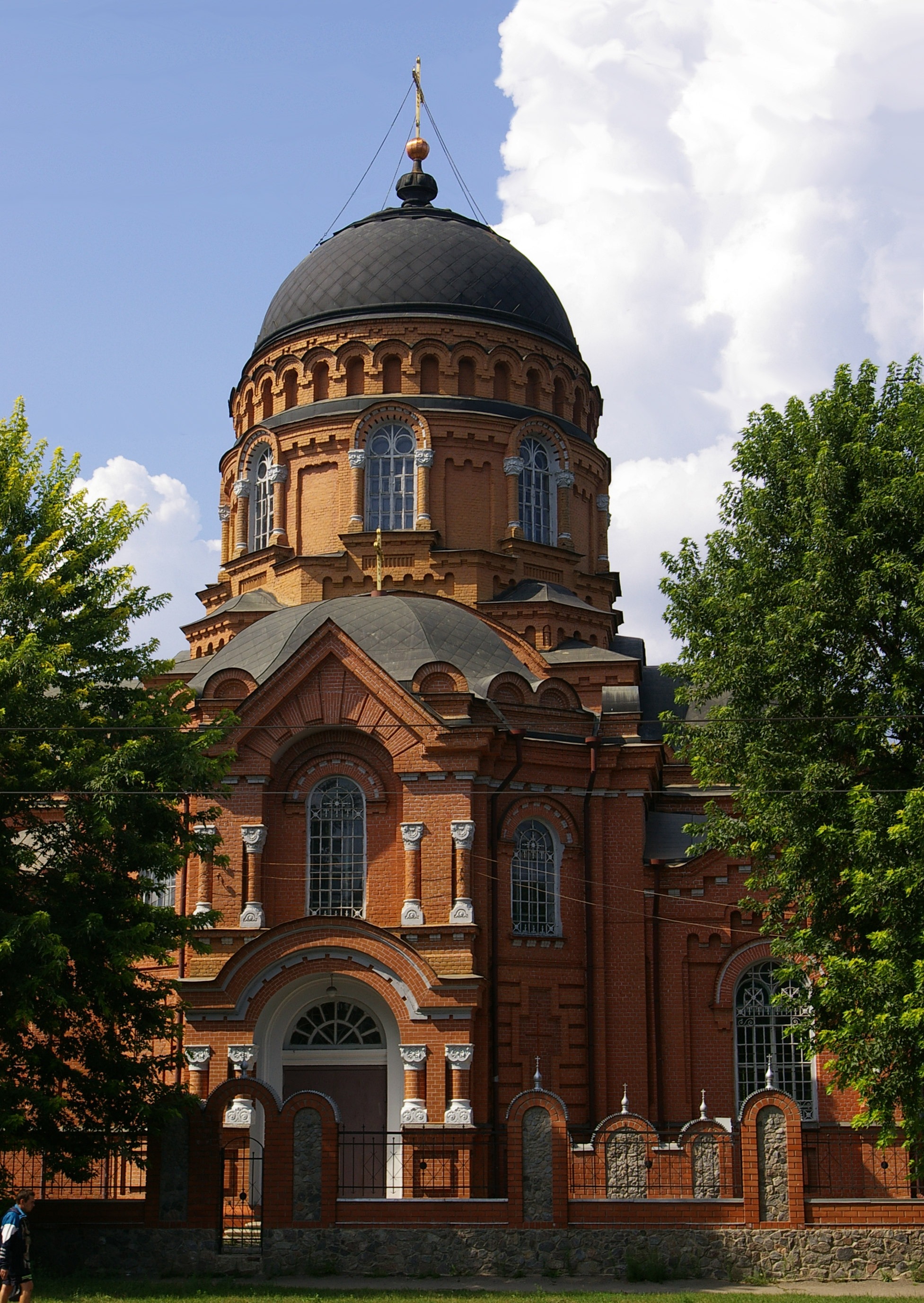
Фасад з Полтавського Шляху
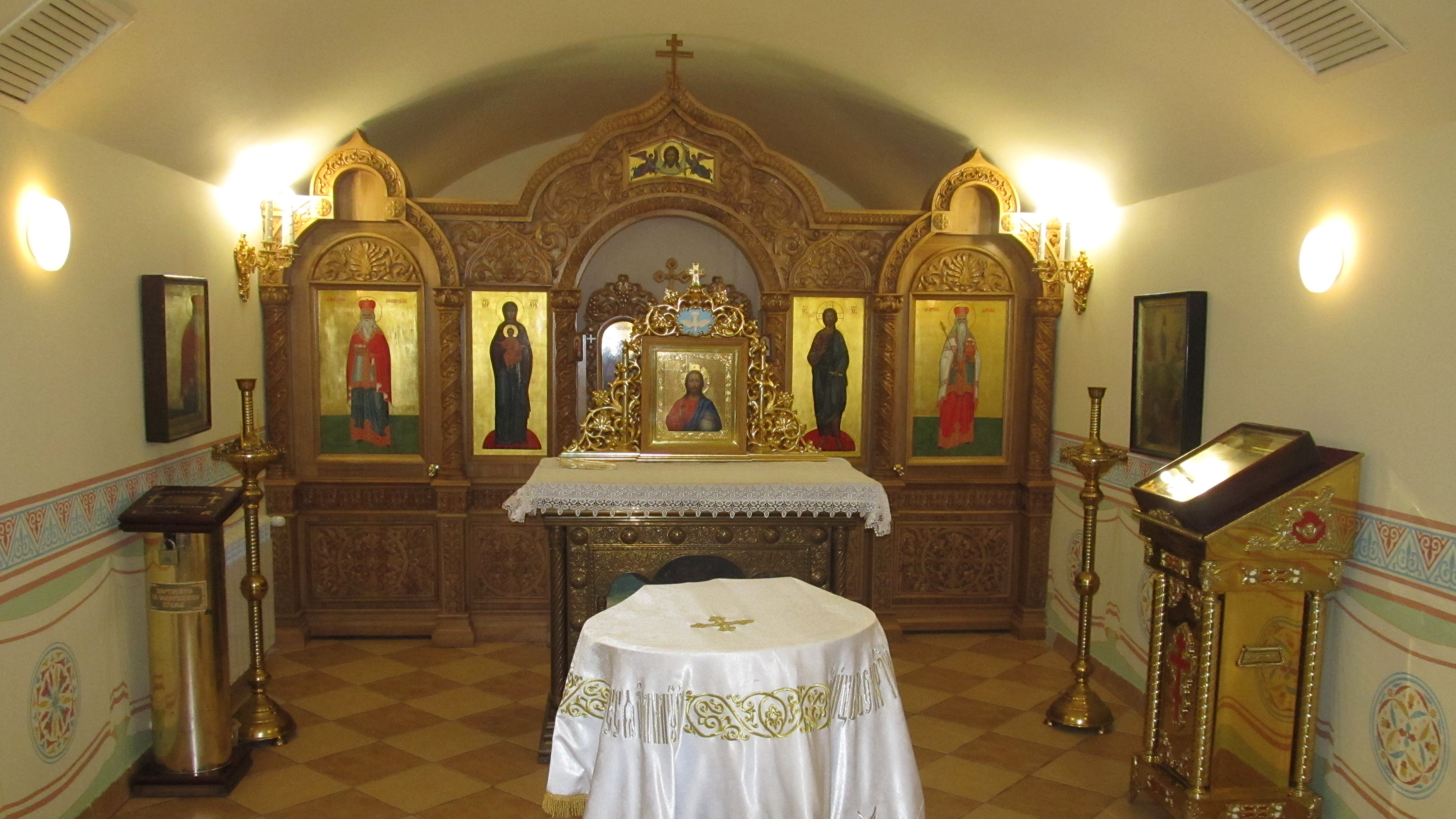
Нижній храм на честь Іоасафа Білгородського